# Open Your Eyes (The Walking Dead)
"Open Your Eyes" é o sétimo episódio da décima temporada da série de televisão do gênero terror e drama pós-apocalíptico The Walking Dead. Foi escrito por Corey Reed e dirigido por Michael Cudlitz. Esse episódio é marcado pela morte de Siddiq e pela revelação de que Dante é um sussurrador.
O episódio foi exibido originalmente em 17 de novembro de 2019, no canal AMC, nos Estados Unidos, e pela Fox Brasil. 

## Enredo
Siddiq (Avi Nash) acorda depois de ter horríveis flashbacks de Alpha (Samantha Morton) matando seus amigos no celeiro, enquanto se lembra da frase "abra seus olhos" que foi dita a ele. Ele encontra Cheryl (Rebecca Koon) tremendo de febre, então lhe dá um copo de água e a cobre com outro cobertor. Ele então examina Rosita (Christian Serratos) e leva água para os outros residentes doentes. Enquanto olha para seus pacientes, ele alucina ao ver Alpha do lado de fora da janela, vestindo sua roupa da feira. À noite, Siddiq lê alguns livros de medicina e faz anotações até adormecer. Ele então se imagina acordando com várias mãos agarrando-o debaixo do sofá e cobrindo sua boca. No dia seguinte, Lydia (Cassady McClincy) está tentando ler um livro em sua cela quando Daryl (Norman Reedus) chega e diz para ela sair enquanto Carol (Melissa McBride) acompanha o Sussurrador (James Parks) capturado lá dentro. Do lado de fora, Carol questiona Lydia sobre o novo prisioneiro e ela revela que ele é um dos sussurradores encarregados de cuidar dos caminhantes. Carol também pergunta se ele sabe onde está a horda de Alpha e Lydia acha que ele sabe. Gabriel (Seth Gilliam) se aproxima e repreende Carol por arriscar a segurança da comunidade com o refém. Ele então ordena que as feridas do Sussurrador sejam tratadas primeiro e exige estar presente durante o interrogatório.
Em sua casa, Daryl se aconchega com seu cachorro no sofá. Na varanda, Lydia diz a Carol que duvida que o homem trairá Alpha porque ele é leal, mas se eles mostrarem a ele que um lugar como Alexandria pode sobreviver, não há nada que Alpha possa fazer para impedir que a ideia se espalhe pelo grupo. De volta à cela, Siddiq e Dante (Juan Javier Cardenas) chegam para cuidar dos ferimentos do Sussurrador. O Sussurrador começa a provocar Siddiq sobre o massacre no celeiro, deixando-o nervoso. Dante então diz para ele sair. Quando Siddiq sai, olha para a cerca pontiaguda nas escadas e tem um flashback de Alpha brutalmente decapitando D.J. (Matt Mangum) na frente dele. Enquanto isso, Aaron (Ross Marquand) e Gamma (Thora Birch) se encontram em uma das fronteiras, em uma ponte. Ela questiona como a comunidade está cheia de suprimentos, como pão. Ele oferece alguns, mas ela rejeita. Gamma então percebe um desenho na bolsa de Aaron e ele revela que tem uma filha. Ela fica surpresa ao saber que eles têm filhos na comunidade. Quando Aaron pergunta sobre irmãos, Gamma mente e diz que é filha única. De volta a Alexandria, Carol traz uma bandeja com um sanduíche para o Sussurrador e oferece a ele qualquer sabor que ele deseje, além de poder comer peixe no almoço. Quando ela diz que só quer conversar, o Sussurrador se recusa, então ela apenas entrega o pão para ele. Ele mastiga e cospe no rosto de Carol.
Na enfermaria, Siddiq cuida de Rosita e eles refletem sobre serem pais no novo mundo. Siddiq quase beija Rosita, mas ela tem uma crise de tosse e ele lhe entrega um copo d'água antes de sair para cuidar de outros pacientes. De volta à cela, Carol pressiona o dedo na ferida do prisioneiro, exigindo saber onde está a horda. Quando ele diz que a estupraria se eles estivessem do lado de fora, Carol coloca seu anel e dá diversos socos na cara dele. Daryl puxa uma faca e ameaça cortar os dedos, orelhas e dentes dele. O Sussurrador diz que eles estão mentindo para si mesmos e ele não trairia Alpha, porque ela ama tanto o povo que sacrificou sua própria filha. Carol sai correndo da cela e Daryl a segura, implorando para que ela não envolva Lydia, porque ela já sofreu bastante. Mas ela diz ser a única maneira. Enquanto isso, Siddiq verifica Cheryl novamente. Ela chama Siddiq e eles conversam sobre como ele precisa permanecer forte pelos outros. Na ponte, Aaron diz a Gamma que ela pode ficar com o desenho e tenta perguntar sobre seu passado. Ele então se abre sobre seu irmão mais novo. Antes que Gamma possa ceder, ela sai correndo enquanto repete o lema dos sussurradores para si mesma.
De volta à cela, o Sussurrador está tremendo e falando sozinho. Quando o grupo entra na cela para ajudá-lo, ele começa a convulsionar e cospe sangue no ombro de Dante antes de morrer no chão. Carol e Lydia entram na sala, mas Daryl as manda embora. Siddiq então encontra um pote de cicuta na mochila médica e acusa Dante de matá-lo. No entanto, Dante mente e diz que Siddiq foi responsável por ecolocá-lo lá. Em outro lugar, Gamma chora e atrai um caminhante que a ataca, mas ela consegue matá-lo. Ela fica chocada ao ver Alpha a observando. Alpha a pergunta sobre Aaron e Gamma diz o que aconteceu. Alpha então diz a ela para remover a máscara e começa chicotear seu braço para que ela possa permanecer forte. Ela continua dizendo a Gamma que Aaron está a tentando com mentiras e que ela não deve ser seduzida. Na cela, Daryl impede o Sussurrador de reanimar e Gabriel se oferece para ajudá-lo a esconder o corpo. Fora de Alexandria, Carol monta em um cavalo com Lydia depois de pedir sua ajuda. Enquanto isso, Siddiq encontra o quarto de Cheryl vazio e encontra Dante cavando uma cova enquanto olha seu corpo. Ele se afasta triste e acaba tendo mais flashbacks. Incapaz de pará-los, Siddiq pula na lagoa. Ele se lembra de terem aberto seus olhos quando Enid (Katelyn Nacon) foi decapitada. Rosita então pula na água e o puxa para fora, salvando-o. Rosita questiona Siddiq sobre o que realmente está acontecendo em sua mente. Ele explica que não pode escapar de suas memórias sobre a noite em que seus amigos foram mortos pelos sussurradores e ela garante que ele está fazendo tudo o que pode, mas ele diz que sente que falhou com Enid e que sente falta dela. Rosita exige que ele siga em frente e lute por ela, Coco e todos os outros. Enquanto fala sobre seu trauma, Siddiq percebe que é a água que está deixando as pessoas doentes. Ele vai inspecionar as bombas de água e depois de descobrir que uma das alavancas foi adulterada, começa a se julgar. 
De noite, Gamma se encontra com Aaron novamente. Ela devolve o desenho de Gracie e, quando ele pega, ela o agarra por trás e coloca uma faca em seu pescoço para interrogá-lo. De repente, Carol sai da floresta com a flecha apontada para Gamma, enquanto Lydia também chega. Gamma entra em pânico ao ver Lydia viva e foge para a floresta. Carol tenta explicar a Lydia que Alpha mentiu para os sussurradores sobre ter matado ela, mas Lydia a compara a Alpha. Ela então diz que escolhe seu próprio lado e bate em Carol antes de também atravessar a fronteira. Nas proximidades, Gamma tem um colapso e chora. De volta a Alexandria, Siddiq olha pela janela de sua casa. Dante chega para confortá-lo e explica que tudo vai ficar bem porque Alexandria é um lugar especial, antes de declarar que Siddiq é seu amigo. Ele então começa a clicar em sua língua, o que faz Siddiq lembrar do massacre e perceber que Dante era o sussurrador que o forçou a assistir seus amigos sendo decapitados. Eles logo começam a brigar na sala enquanto Siddiq tenta pegar um facão. Dante o derruba no chão e o estrangula. "Eu não queria isso! Você não! Não assim. Feche os olhos ... Feche os olhos", diz Dante a Siddiq enquanto o mata.

## Produção
Esse episódio mata o personagem principal Siddiq, interpretado por Avi Nash. Foi escrito por Corey Reed e dirigido por Michael Cudlitz, que interpretou Abraham Ford na série.

## Recepção

### Crítica
| |  |  |
| Avi Nash (esquerda) foi amplamente elogiado pela crítica, enquanto Michael Cudlitz (direita) dirigiu o episódio. |  |  |

Open Your Eyes recebeu elogios da crítica, com elogios específicos para a reviravolta ocorrida no episódio e o desempenho de Avi Nash. No Rotten Tomatoes, o episódio teve uma taxa de aprovação de 93%, com uma pontuação média de 8,09 de 10, com base em 15 avaliações. Segundo o site, Open Your Eyes cumpre o potencial dos limites estabelecidos no início da temporada com uma surpreendente morte de personagem e algumas reviravoltas engenhosas.

### Audiência
O episódio teve um total de 3.31 milhões de espectadores em sua exibição original na AMC na faixa de 18-49 anos de idade. Apresenta mínimo aumento de audiência em relação ao episódio anterior, 0.10 pontos.